# Robert Wadlow
Pour les articles homonymes, voir Wadlow.
Robert Pershing Wadlow, né le 22 février 1918 à Alton (Illinois) et mort 15 juillet 1940 à Manistee (Michigan), est l'homme le plus grand de l'Histoire dont la taille soit authentifiée.
Robert Wadlow a atteint la taille de 2,72 m (8′ 11″) pour un poids de 199 kg à sa mort, à l'âge de 22 ans. Sa grande taille et sa croissance prolongée dans l'âge adulte étaient dues à une hypertrophie de l'hypophyse, qui s'est traduite par une production et un taux anormalement élevés d'hormones de croissance.

## Biographie
Robert Pershing Wadlow, parfois connu comme le « géant d'Alton », est né, a vécu et est enterré dans la petite ville d'Alton, dans l'Illinois, aux États-Unis. Sa taille de 2,72 m fait de lui l'homme le plus grand de l'Histoire dont la taille a pu être attestée.
Son deuxième prénom, Pershing, lui a été donné en l'honneur du général Pershing, officier de la Première Guerre mondiale. Il est l'aîné des enfants d'Addie et Harold Wadlow. Tous ses frères et sœurs sont de taille normale.
À sa naissance, Wadlow est de taille normale et pèse environ 3,85 kg. Sa croissance commence à interpeller ses parents lorsque, à l'âge de six mois, il mesure 88 cm et pèse déjà 13 kg. À dix-huit mois, il mesure 1,30 m et pèse 28 kg. Sa croissance ne cesse de se poursuivre à un rythme exceptionnel.
À l'âge de cinq ans, alors qu'il n'est encore qu'à l'école maternelle, Wadlow mesure déjà 1,64 m. Il porte des vêtements qui correspondent normalement à la taille d'un adolescent de dix-sept ans. À l'âge de 13 ans, il devient le plus grand scout du monde avec une taille de 2,18 m.
À l'âge de 18 ans, il mesure 2,53 m et pèse 143 kg. La confection de ses vêtements nécessite trois fois la quantité normale de tissu, et ses chaussures pointure 19 (ce qui correspondrait à la pointure 71 en France), ses pieds mesurant 47 cm – coûtent 100 $ par paire (une somme considérable dans les années 1930). À partir de 1938, ses chaussures sont néanmoins fournies gratuitement par la société International Shoe Company. En échange, Wadlow doit effectuer de la publicité pour l'entreprise, ce qui l'amène à visiter plus de 800 villes et 41 États. Il considère dès lors que la publicité est son métier. Pour l'occasion, son père Harold Wadlow, doit modifier la voiture familiale en retirant le siège passager avant, afin qu'il puisse s'asseoir sur le siège arrière et allonger les jambes.
Robert Wadlow devient l'homme le plus grand de l'Histoire en 1937, à l'âge de 19 ans, en atteignant 2,58 m et en dépassant le record précédemment détenu par un Irlandais mort en 1877. Wadlow tiendra toujours à vivre le plus normalement possible, même s'il ne peut marcher sans l'aide d'appareils orthopédiques spécialement conçus pour lui.
Le 4 juillet 1940, il est admis à l'hôpital en raison d'une infection provoquée par un de ces appareils mal mis en place, provoquant une septicémie. Malgré les soins, son état s'aggrave et le 15 juillet 1940 il meurt dans son sommeil, à l'âge de 22 ans. Il mesure alors 2,72 m et pèse 199 kg. Environ 40 000 personnes assistent à ses funérailles, le 19 juillet.

## Croissance

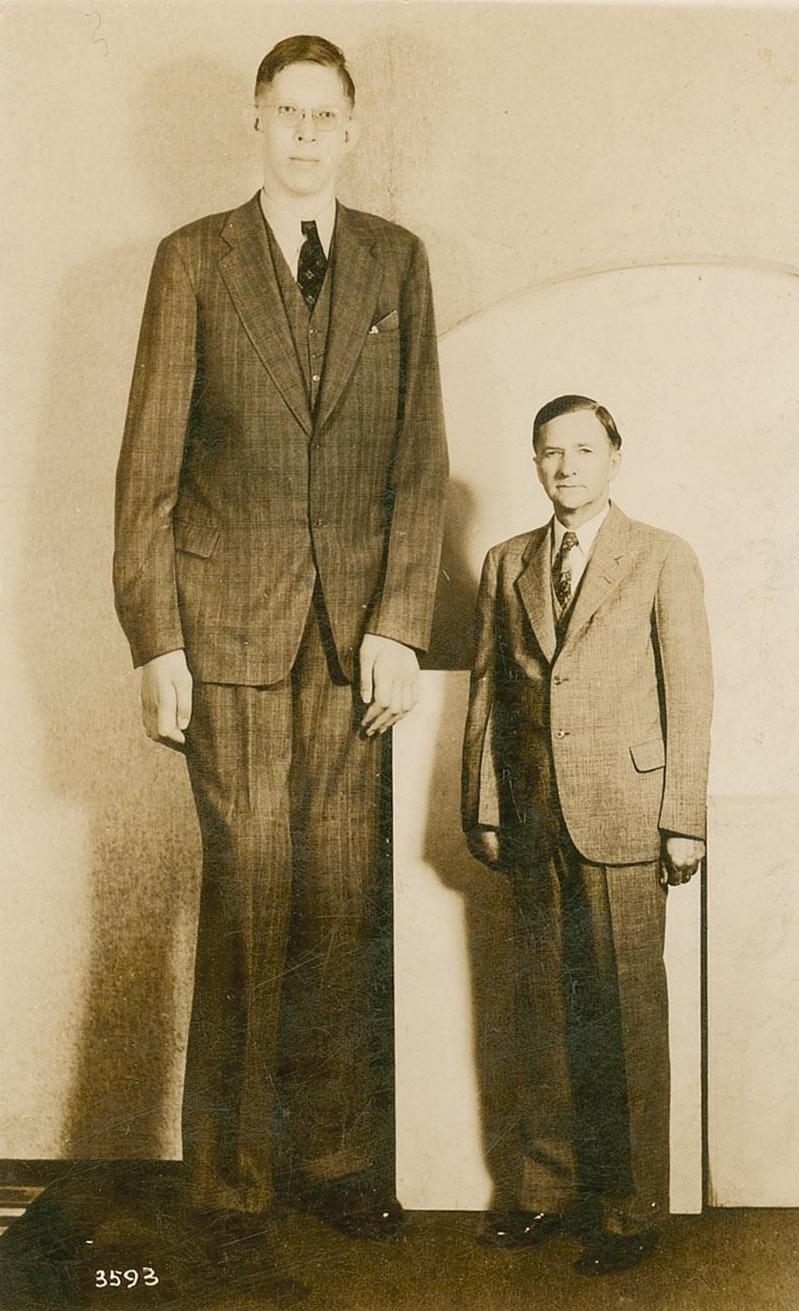
Robert Wadlow et son père.

Il pesait 3,85 kg à sa naissance. À la fin de sa vie, ses pieds mesuraient 47 cm et ses mains 32,4 cm. Il consommait 8 000 kilocalories par jour, soit trois à quatre fois plus qu'une personne de taille normale.
Le tableau ci-dessous résume sa croissance (l'interprétation habituelle de l'indice de masse corporelle (IMC) n'est pas adaptée à un cas pathologique comme celui-ci).
D'après les scientifiques, sa taille est due à une hyperplasie hypophysaire, qui a fait produire à Robert Wadlow des hormones de croissance à un rythme et sur une durée anormaux[réf. souhaitée].
Il n'a pu bénéficier des traitements de ce dérèglement hormonal, tel qu'appliqués aux générations ultérieures.
| Âge    | Taille | Poids    |
| ------ | ------ | -------- |
| 5 ans  | 1,64 m | 48 kg    |
| 8 ans  | 1,83 m | 77 kg    |
| 9 ans  | 1,95 m | 82 kg    |
| 10 ans | 1,98 m | 95 kg    |
| 11 ans | 2,00 m | 95 kg    |
| 12 ans | 2,10 m | 95 kg    |
| 13 ans | 2,18 m | 116 kg   |
| 14 ans | 2,26 m | 137 kg   |
| 15 ans | 2,34 m | 161 kg   |
| 16 ans | 2,40 m | 170 kg   |
| 17 ans | 2,45 m | 143 kg   |
| 18 ans | 2,53 m | 143 kg   |
| 19 ans | 2,58 m | 218 kg   |
| 20 ans | 2,61 m | 218 kg   |
| 21 ans | 2,65 m | 222,4 kg |
| 22 ans | 2,72 m | 199 kg   |

## Dans la culture
En 2010, Christophe Bec (scénario) et Nicolas Sure (dessin et couleurs) publient chez Quadrants Wadlow, la courte destinée de l'homme le plus grand du monde, une bande dessinée biographique.
Il possède sa statue au Parc Saint-Paul, dans l'Oise ; durant sa visite, le public est invité à se mesurer à lui.